# Illingen (Saarland)
Illingen è un comune tedesco di 15 982 abitanti, situato nel land della Saarland.